# Grabušić
Grabušić is een plaats in de gemeente Udbina in de Kroatische provincie Lika-Senj. De plaats telt 88 inwoners (2001).